# 딕 오닐

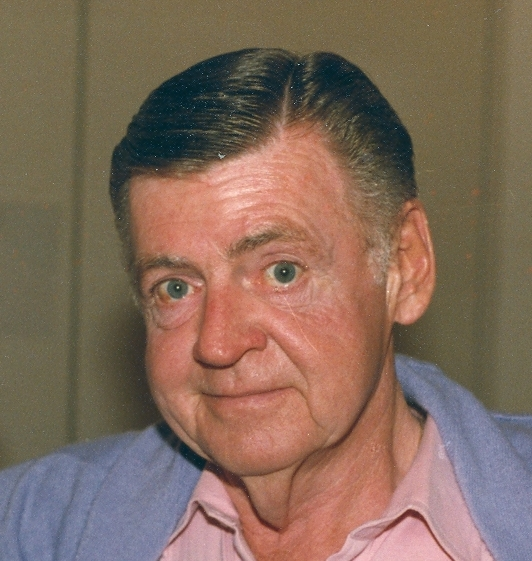

딕 오닐(Dick O'Neill, 1928년 8월 29일 ~ 1998년 11월 17일)은 미국의 배우이다.
뉴욕에서 태어났으며 샌타모니카에서 사망하였다.

## 출연 작품
- Ellen Foster (1997)
- 랄프의 여름방학 (1994년)
- 사랑과 배신 (1992년)
- 다크 저스티스 (1991년)
- 표적없는 총성 (1990년)
- 내 인생은 나의 것 (1989년)
- 다이아몬드 여왕 (1988년)
- 배신의 늪 (1986년)
- 고백 (1986년)
- 모스키토 코스트 (1986년) - 폴스키씨 역
- 칠러 (1985년)
- 프리찌스 오너 (1985년)
- 위험한 관계 (1984, A Touch of Scandal)
- 늑대 인간의 습격 (1981년)
- 더 컴백 키드 (1980년)
- 바보 네이빈 (1979년)
- 신나는 개구쟁이 (1978년)
- 버디 홀리 스토리 (1978년)
- 하우스 콜 (1978년)
- 맥아더 (1977년)
- 세인트 아이브스 (1976년)
- 지하의 하이젝킹 (1974년)
- 특종 기사 (1974년)
- 프리티 포이즌 (1968년)
- 가메라 (1965년)

### 텔레비전
- 샌포드 앤 선 (1972)
- 매시 (1977-79)
- 디즈니랜드 (1980)
- 두 얼굴의 사나이 - 시리즈 (1981)
- 시빌 (1996-98)